# Chipman
Chipman es un pueblo canadiense situado en la provincia de Alberta.

## Superficie
Chipman tiene una superficie de 9,6 km².

## Demografía
En 2021, tenía 246 habitantes, una densidad poblacional de 25,6 hab./km², y 143 viviendas.